# Etoška kotanja
Etoška kotanja je velika endoreična slana kotanja, ki je del kotline Kalahari na severu Namibije. 120 kilometrov dolgo suho jezersko dno in njegova okolica sta zaščitena kot Narodni park Etoša, ki je eden največjih namibijskih parkov divjih živali. Kotanja je večinoma suha, a po dežju dobi tanek sloj vode, ki je močno slan zaradi mineralnih snovi na površini kotanje, ki je večino leta suho blato, prevlečeno s soljo.

## Lega in opis
Etoša (etosha) (v jeziku domačinov pomeni mesto prividov tudi velik bel prostor) ima obliko velike mineralne kotanje. Območje kaže značilno belo in zelenkasto površino, ki se razprostira na površini več kot 4800 km². 
Kotanja je nastala zaradi tektonske dejavnosti zemeljskih plošč v več milijonih let. Pred 4–10 milijoni let je tam zbrana voda izoblikovala različne pritoke, ki jih danes ni več zaznati. Pred približno 16.000 leti, ko se je topil ledeniški pokrov na severni polobli, se je v mokrem podnebnem obdobju v južni Afriki napolnilo jezero Etoša. Danes je večinoma suho glineno blato, razpokano v šestkotnike, ko se posuši in razpoka. Le redko se vidi, da je v celoti prekrito s tanko plastjo vode.
Domnevajo, da je v tistem času jezero napajala reka Kunene, a so tektonski premiki plošč sčasoma povzročili spremembo smeri reke, ki je iztekla iz jezera in pustila kotanjo suho in slano. Zdaj je reka Ekuma občasno edini vir vode za jezero. Značilno je, da malo rečne vode ali sedimenta doseže suho jezero, saj voda pronica v strugo vzdolž 250 km toka, kar zmanjša količino vzdolž poti. Zunaj same kotanje so številna naravna vodna telesa kot posledica arteških izvirov (voda priteče na površino pod pritiskom) kot talna vodna ogledala ali kontaktni izviri na stiku plasti različnih prepustnosti.
V posebno bogatih deževnih letih se v kotanjo nateče voda približno 10 cm visoko in privablja tisoče plamencev in drugih vodnih ptic. Vodo dovajajo, kadar je dovolj dežja, nekateri pritoki reke Kunene, kot sta Ekuma in Oshigambo na severovzhodu in Omuramba Ovambo na vzhodu. Povprečna količina padavin od novembra do februarja je približno 410–440 mm. Voda je dvakrat bolj slana kot morska voda.
Območje Etoše je bilo na izjemnih posnetkih leta 1968 prikazano v filmu Stanleyja Kubricka 2001: Odiseja v vesolju.

## Zgodovina
V kolonialni dobi sta bila prva Neafričana, ki sta raziskovala to območje, Šved Carl Johan Andersson in Anglež Francis Galton leta 1851. Ameriški trgovski potnik McKiernan je to območje obiskal leta 1876.

## Rastlinstvo in živalstvo
Okolica je obdana z gozdom, prevladujejo drevesa mopane, ki ga zasedajo črede slonov na južni strani jezera. Mopane se pojavljajo po vsej južni in srednji Afriki in gostijo črva mopane, ki je ličinka molja Gonimbrasia belina in je pomemben vir beljakovin za podeželske skupnosti.
V slani puščavi je zelo malo rastlin. Modrozelene alge dajejo Etoši značilno barvo, trava, kot je Sporobolus spicatus, po dežju hitro raste v mokrem blatu. Stran od jezera so travniki, na katerih se pasejo živali.
To kruto suho kopno z malo rastlinja in majhno količino slane vode gosti nekatere divje živali vse leto, vendar ga največ uporabljajo številne ptice selivke. V slanici živijo kozice in številni ekstremofilni mikroorganizmi, odporni proti visoki slanosti (C. Michael Hogan, 2010). V posebno deževnih letih kotanja postane jezero s približno 10 cm vode in gojišče za plamence. Priletijo tisoči plamencev in pelikani (Pelecanus onocrotalus).
Okoliška savana je dom številnih sesalcev, ki obiskujejo kotanjo in okoliške vodne kotanje, kjer koli se pojavi voda. Zelo veliko je zeber (Equus quagga), gnujev (Connocheatus taurinus), oriksov, različnih vrst antilop, tu so skokonoge gazele (Antidorcas marsupialis), pa tudi črni nosorog, sloni, levi, leopardi in žirafe.

## Zaščita
Etoška kotanja je v celoti v narodnem parku in ima status ramsarskega mokrišča mednarodnega pomena in kot ekoregija World Wildlife Fund (Etosha Pan halophytics).